# Autoridad Internacional de los Fondos Marinos
La Autoridad Internacional de los Fondos Marinos (en inglés International Seabed Authority y en francés: Autorité internationale des fonds marins) es una  organización internacional autónoma establecida para organizar y controlar las actividades de exploración y explotación de los recursos en los fondos marinos y oceánicos y su subsuelo fuera de los límites de la jurisdicción nacional (denominados la Zona). Es una organización autónoma que tiene un acuerdo de relación con las Naciones Unidas. Su sede se encuentra en Kingston (Jamaica).  
La Autoridad, en funciones desde 1994, fue establecida y sus tareas definidas en 1982 por la Convención de las Naciones Unidas sobre el Derecho del Mar, confirmadas por el Acuerdo de 1994 relativo a la aplicación de la Parte XI de la convención. Esta última define a los fondos marinos y oceánicos y sus recursos como "patrimonio común de la humanidad". La Autoridad tiene 167 Estados miembros y Unión Europea al 15 de enero de 2015.
Secretarios Generales han sido
- Satya N. Nandan (Fiyi) de 1996 a 2008
- Nii Allotey Odunton (Ghana) desde 2009 a 2017
- Michael W. Lodge (Reino Unido) desde 2017 hasta la fecha.